# Ferdinando de’ Medici (1663–1713)

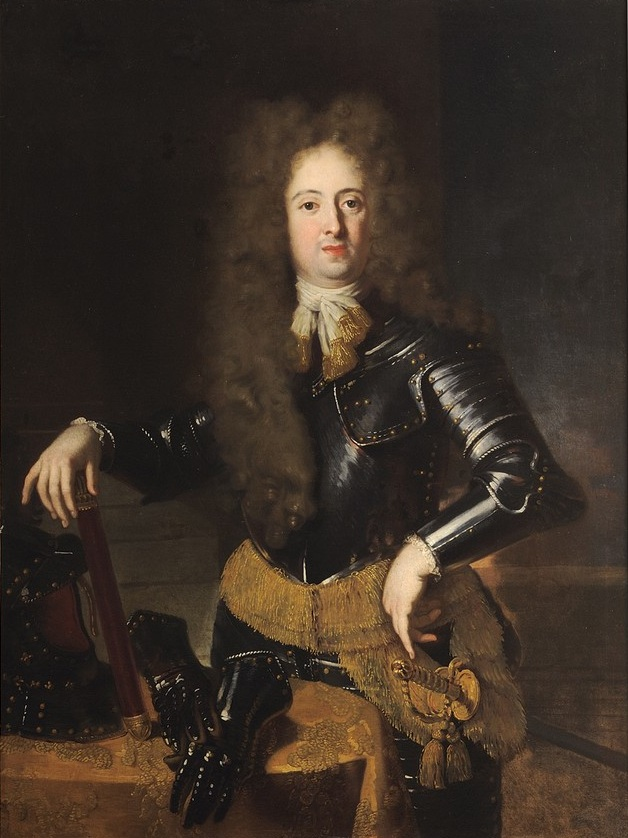
Ferdinando de’ Medici

Ferdinando de’ Medici (* 9. August 1663 in Florenz; † 31. Oktober 1713 ebenda) war der älteste Sohn von Großherzog Cosimo III. de’ Medici und von Marguerite Louise d’Orléans und von 1670 bis 1713 Erbprinz der Toskana. Er starb vor seinem Vater und blieb ohne Nachkommen.

## Leben
Ferdinando de’ Medici war vom Zeitpunkt der Thronbesteigung seines Vaters am 23. Mai 1670 Erbprinz der Toskana. Er regierte nie, da sein Vater ihn überlebte. Ferdinando war ein großer Förderer der Künste, speziell der Musik.

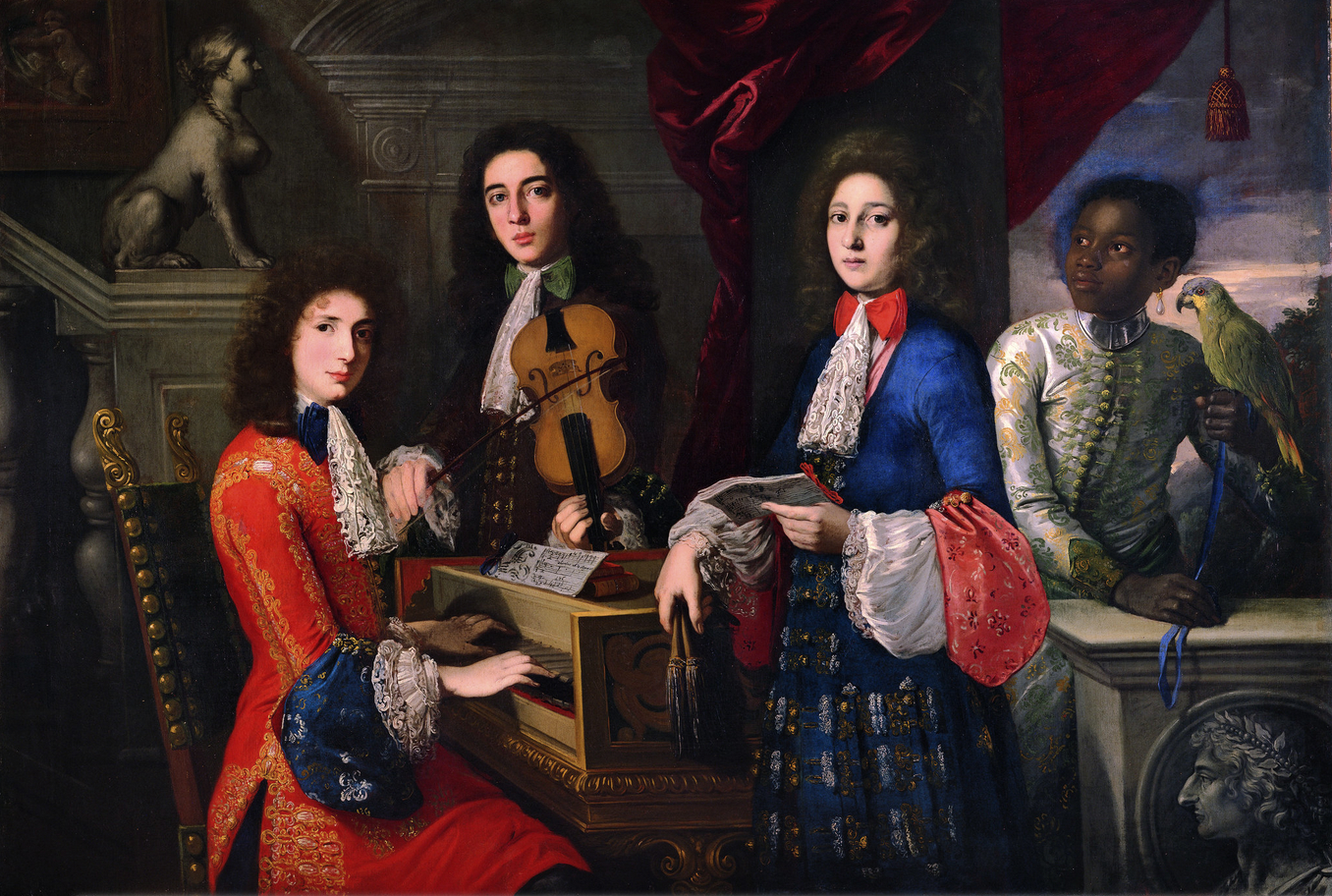
Anton Domenico Gabbiani: Drei Musiker am Hof des Ferdinando de'Medici. Der vor dem Cembalo stehende Sänger rechts ist vermutlich Francesco de Castris gen. „Cecchino“, Favorit von Ferdinando.

Bei der 1675 erfolgten Trennung seiner Eltern kehrte Ferdinandos Mutter nach Paris zurück, Ferdinando wurde unter die Obhut seiner Großmutter Vittoria della Rovere gestellt. Ferdinando war ein glänzender Reiter und hoch talentierter Musiker, spielte ausgezeichnet Cembalo und studierte den Kontrapunkt bei Gianmaria Paliardi sowie verschiedene Saiteninstrumente bei Piero Salvetti. Seine Liebesaffären betrafen häufig Männer, etwa den Musiker Petrillo oder den venezianischen Kastraten Francesco de Castris genannt „Cecchino“. Andererseits war die einst berühmte Sopranistin Vittoria Tarquini seine Geliebte.
Die 1689 geschlossene Ehe mit Violante Beatrix von Bayern blieb kinderlos. Es wird vermutet, dass Ferdinando sich 1696 während des Karnevals von Venedig mit Syphilis infizierte. 1710 endeten seine 1679 begonnenen jährlichen Opernproduktionen in der Medici-Villa von Pratolino.
Nach dem Tod des Vaters regierte Ferdinandos jüngerer Bruder Gian Gastone, der kinderlos starb.
Zu den von  Ferdinando geförderten Musikern gehörten Alessandro und Domenico Scarlatti, Georg Friedrich Händel, Giacomo Antonio Perti, Giovanni Legrenzi, Giovanni Maria Pagliardi, Carlo Francesco Pollarolo, Giuseppe Maria Orlandini, Benedetto Marcello und Bernardo Pasquini. 1701 widmete ihm Tomaso Albinoni sein Op. 3 Balletti a tre; 1711 widmete ihm Antonio Vivaldi L’Estro Armonico (Op. 3). 1688 stellte Ferdinando Bartolomeo Cristofori als Kustos seiner Instrumentensammlung an. Cristofori erfand in Ferdinandos Diensten das Spinettone und das Pianoforte, den Vorläufer des heutigen Klaviers.
Der Maler Anton Domenico Gabbiani schuf eine ganze Reihe von Gemälden mit Musikern, Instrumentalisten und Kastratensängern am Hofe Ferdinandos.

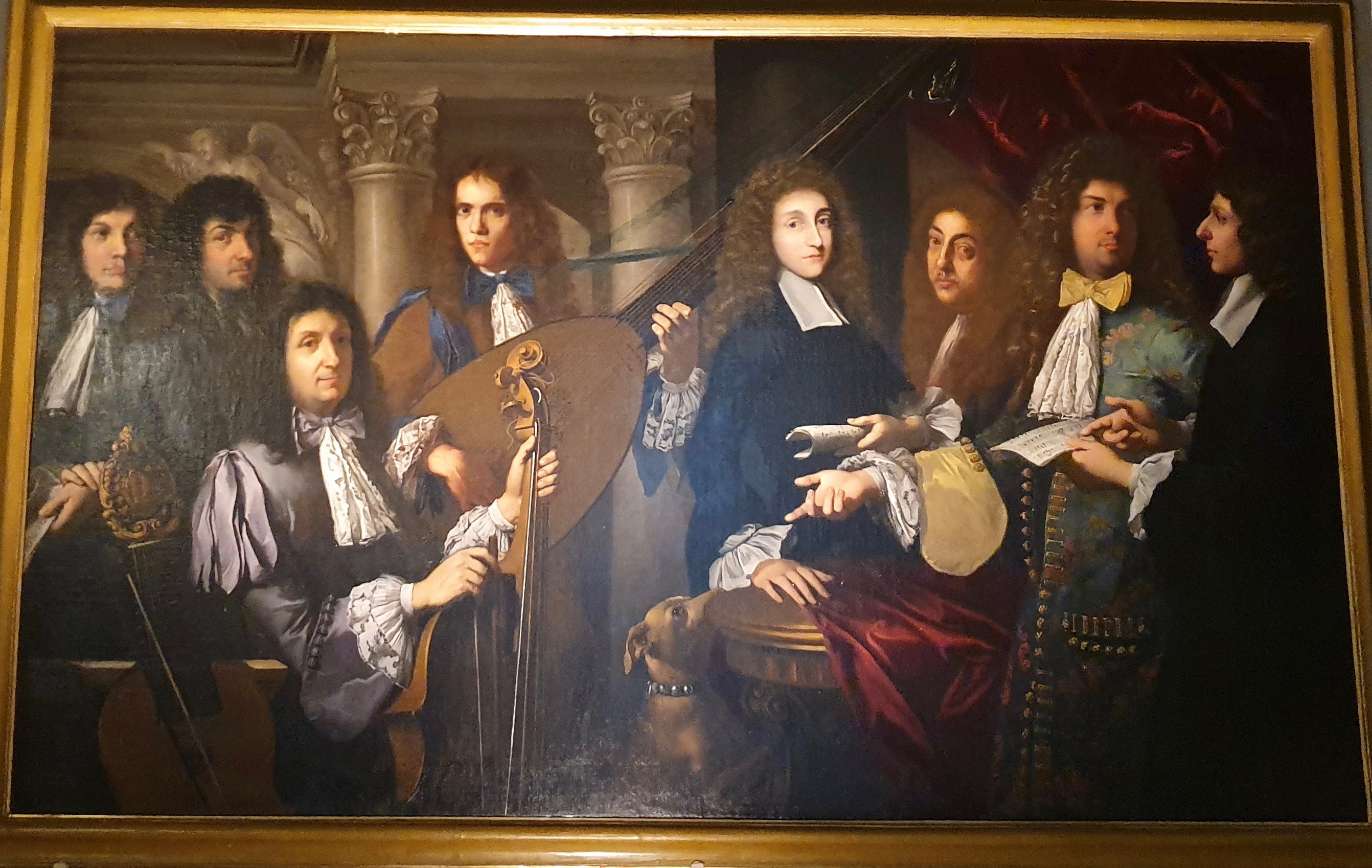
Ferdinando de’ Medici mit seinen Musikern, Gemälde von Anton Domenico Gabbiani. Der Fürst ist der zweite von rechts.